# 女ごころ (研ナオコのアルバム)
『女ごころ』（おんな－）は、研ナオコの1枚目のオリジナルアルバム。
1973年発売。販売・発売元は東宝レコード。

## 解説
研ナオコのデビュー・アルバム。
デビュー曲「大都会のやさぐれ女」から7thシングル「うわさの男」までのシングルA面と「わたしの彼は左きき」「涙の太陽」「なみだ恋」「ブルー・ライト・ヨコハマ」のカバーを収録。
オリジナルLP規格品番:AX-4008。
アルバム本体としては未CD化だが、ベスト盤である「研ナオコ シングルA面コンプリート」、「研ナオコ シングルB面コンプリート」、「研ナオコ カバー作品コレクション」にて個別にCD化された。

## 収録曲

### side:A
1. うわさの男
  - 作詞:阿久悠／作曲:森田公一／編曲:高田弘

7枚目のシングル曲。
2. わたしの彼は左きき
  - 作詞:千家和也／作曲:筒美京平／編曲:馬飼野康二

麻丘めぐみのカバー。
3. 二人で見る夢
  - 作詞:阿久悠／作曲・編曲:筒美京平

3枚目のシングル曲。
4. 涙の太陽
  - 作詞:湯川れい子／作曲:中島安敏／編曲:馬飼野康二

エミー・ジャクソンのカバー。当時、安西マリアによるカバーがヒットしていた。
5. 屋根の上の子守唄
  - 作詞:阿久悠／作曲:井上かつお／編曲:馬飼野康二

2枚目のシングル曲。
6. 京都の女の子
  - 作詞:阿久悠／作曲・編曲:森田公一

4枚目のシングル曲。シングル・ヴァージョンと異なりイントロがフェード・インで始まるアルバム・ミックス。

### side:B
1. 女心のタンゴ
  - 作詞:阿久悠／作曲:森田公一／編曲:前田憲男

6枚目のシングル曲。
2. 嘆きのブルーレディ
  - 作詞:阿久悠／作曲:森田公一／編曲:高田弘

7枚目のシングル「うわさの男」のB面曲。
3. なみだ恋
  - 作詞:悠木圭子／作曲:鈴木淳

八代亜紀のカバー。編曲者の記載無し。
4. ブルー・ライト・ヨコハマ
  - 作詞:橋本淳／作曲:筒美京平／編曲:馬飼野康二

いしだあゆみのカバー。
5. 大都会のやさぐれ女
  - 作詞:坂口宗一郎／作曲:中山大全／編曲:竹村次郎

デビュー・シングル曲。
6. こんにちわ男の子
  - 作詞:阿久悠／作曲:森田公一／編曲:高田弘

5枚目のシングル曲。